# Naples (Florida)
Naples er en amerikansk by og administrativt centrum i det amerikanske county Collier County, i staten Florida. Byen har et indbyggertal på 19.115 (2020) indbyggere.